# Орацио Антинори
Орацио Пиетро Антинори (на италиански: Orazio Pietro Antinori) е италиански зоолог, изследовател на Африка.

## Ранни години (1811 – 1834)
Роден е на 28 октомври 1811 година в Перуджа, тогава в Папска държава, в благородното семейство на маркиз Джакомо Антинори и графиня Томаса Болдрини. Още от малък е привлечен от зоологията. Учи в колежа на Бенедиктинския орден на абатството Свети Петър, а след това изучава естествени науки в университетите в Перуджа и Рим.

## Кариера (1835 – 1853)
През 1835 окончателно се установява в Рим като се занимава със сортиране на зооложки колекции и изготвяне на илюстрации към тях. Около 1845 се отдава на политическа дейност, свързана с извоюването на националното обединение на Италия, отначало като журналист, а след това, през 1848 постъпва като доброволец в армията. Участва в няколко сражения с неаполитанците и французите и получава капитански чин.
През 1849 Антинори се преселва в Атина, а след това в Смирна (Измир), където започва да провежда научни орнитоложки изследвания в близките около Измир райони.

## Изследователска дейност (1854 – 1882)

### Пътешествия в Мала Азия и Судан
През 1854 предприема голямо пътуване в Мала Азия и Сирия. През 1859 се премества в Египет и през 1859 – 1861, заедно с Карло Пяджа, пътешества в Египетски Судан. В края на 1860 и първата половина на 1861 се изкачва по река Бахр ел Газал до езерото Рек и от там тръгва на югозапад между реките Джур (дясна съставяща на Бахр ел Газал) и Тондж. В географско отношение пътешествието на Антинори не донася нови открития, но независимо от това, по време на цялото си пътуване той прави компасна снимка на маршрута си, което не го е правил никой преди него в този район и така допринася за подобряване на картите на Южен Судан.
След завръщането си в Италия предава на музея в Торино ценни орнитоложки колекции, съставя им каталог, който е издаден в Милано през 1864, а през 1867 става един от учредителите на Италианското географско дружество.
През 1869, заедно с други италиански представители присъства при откриването на Суецкия канал, а след това предприема ново пътешествие в Африка.

### Експедиция в Етиопия
През 1870 – 1871 г., заедно с Одоардо Бекари, изследва залива Асаб (12°55′ с. ш. 42°50′ и. д. / 12.916667° с. ш. 42.833333° и. д.) и о-вите Дахлак (15°40′ с. ш. 40°10′ и. д. / 15.666667° с. ш. 40.166667° и. д., 1000 км2) в югозападната част на Червено море и северната част на Етиопската планинска земя. Експедицията отново събира голямо количество зооложки колекции, които са предадени на музея и зоологическата градина във Флоренция. След завръщането си от Етиопия е избран за секретар на Италианското географско дружество.
През 1875 предприема няколкомесечно пътешествие в Тунис.

### Последна експедиция
През 1876 Антинори потегля от Неапол начело на голяма италианска експедиция в Етиопия, организирана и спонсорирана от Италианското географско дружество. Близо до град Анкобер в местността Лет Марефия в Централна Етиопия с разрешението на бъдещия император на страната основава база за своите изследвания на областта Шоа, които заедно с дипломатическите си задължения провежда до смъртта си през 1882.